# Anna Alàs i Jové
Anna Alàs i Jové (Terrassa, Vallès Occidental, 1980) és una mezzosoprano catalana.
Començà de ben petita estudiant piano, s'inicià en el Cant de la mà d'Alicia Prieto al Centre d'Educació Musical (Terrassa) i continuà al Conservatori Municipal de Terrassa amb Ma Dolors Aldea. Durant els seus estudis a l'ESMUC amb Enedina Lloris i Mireia Pintó va rebre una beca Erasmus per cursar un any (2005/06) a la Hochschule für Musik Karlsruhe, on va ser membre de l'Escola d'Òpera i de la Liedklasse de Mitsuko Shirai / Harmut Holl. En acabar els estudis de Cant va guanyar la plaça a l'Operastudio del Teatre Estatal de Nuremberg per acabar fent set papers a la temporada 2007-2008".
En el camp de l'òpera destaquen els rols de Romeo (I Capuleti e i Montecchi), Cherubino (Le nozze di figaro), Donna Elvira (Don Giovanni), Annio (La Clemenza di Tito), Rosina (Il barbiere di Siviglia), Diana (La Calisto), Dido (Dido and Aeneas), Messaggiera i Proserpina (L'Orfeo), Rita (Rita), Simplicius Simplicissimus (Des Simplicius Simplicissimus Jugend), L'enfant (L'Enfant et les Sortilèges), Kater (Der gestiefelte Kater), Siébel (Faust), Lola (Cavalleria rusticana), Volpino (Lo Speziale), Clarisse (L'amor de les tres taronges), Flora (La traviata), Tebaldo (Don Carlo), entre d'altres, que ha presentat en escenaris com la Staatsoper Unter den Linden Berlin.
La seva experiència com a solista abraça repertori des del Barroc fins a estrenes (Albert Guinovart i Mingacho, Raquel Garcia Tomás, Joan Magrané Figuera, Marc Timón i Barceló…). Ha estat convidada a festivals i sales com la Heidelberger Frühling, el Ludwigsburger Schlossfestspiele, Berliner Konzerthaus, Karlsruher Konzerthaus, Davos Festival, Prague Crossroads, el Festival de Peralada, el Festival de Músiques de Torroella de Montgrí, Palau de la Música Catalana, L'Auditori, Auditori de Girona, Schubertiada de Vilabertran, Nits Modernistes al Món Sant Benet.

## Premis i mèrits
- 2007 Beca DAAD-La Caixa (Barcelona)[4]
- 2010 2n Premi al Concurs Internacional d'Òpera Barroca P. A. Cesti (Innsbruck)[5][6]
- 2010 2n Premi al Concurs Internacional de Lied de l'Hugo-Wolf-Akademie (Stuttgart)[5][7] al costat del pianista Alexander Fleischer
- 2012 "Els segadors. De cançó eròtica a himne nacional" de Jaume Ayats (inclou CD), Premi Nacional de Cultura Popular[8]
- 2015 "La viola d'or i altres cançons" (dep.Cat) Millor Disc de Clàssica Premis Enderrock de la Crítica[9]
- 2015 "L'eclipsi" d'Alberto Garcia Demestres, Premis Max a millor espectacle musical[10]
- 2020 "Legacy" (Seed Music, 2018) Millor Disc de Clàssica als Premis Enderrock de la Crítica.[11]

## Discografia
- Els segadors. De cançó eròtica a himne nacional, Editorial Avenç 2012
- "La Santa Espina", Discmedi, 2014
- "La viola d'or i altres cançons", Discmedi, 2015
- "Tempesta esvaïda"], Ficta Edicions, 2016
- "Manuel Blancafort: Complete Songs Vol. 1", Naxos Spanish Classics, 2017
- "Legacy", Seedmusic, 2018
- "Robert Gerhard: Vocal Volksongs", Seedmusic, 2021 (piano Anna Crexells Sender)